# Meranoplus malaysianus
Meranoplus malaysianus é uma espécie de formiga do gênero Meranoplus, pertencente à subfamília Myrmicinae.